# ShinMaywa US-2
Il ShinMaywa US-2 è un aereo anfibio turboelica a decollo ed atterraggio corto (STOL), progettato dall'azienda giapponese ShinMaywa per svolgere missioni di ricerca e soccorso (SAR). La Kaijō Jieitai, la forza di autodifesa marittima giapponese, ha avviato il programma US-2 per sostituire il precedente modello ShinMaywa US-1.

## Storia del progetto
Quando la flotta degli US-1A cominciò a mostrare l'età, la Kaijō Jieitai tentò di ottenere i fondi per un rimpiazzo negli anni 90, ma non ottenne abbastanza risorse per poter sviluppare un nuovo aereo. Pertanto, nel 1995, ShinMaywa iniziò i piani per una versione migliorata del US-1A, l'US-1A kai (US-1A 改 - "US-1A migliorato"). I test di volo iniziarono l'8 dicembre 2003. La Kaijō Jieitai avanzò un ordine per l'acquisto di 14 di questi aerei, con l'obiettivo di vederli entrare in servizio attorno al 2007 con la designazione US-2.

## Tecnica
La struttura dell'US-2 si basa principalmente sull'US-1. Anche se i velivoli sono molto simili, alcune parti dell'US-2 sono completamente nuove. Le ali e parti della fusoliera pressurizzata sono costruite in materiale composito. Il risparmio di peso risultante ha portato ad una riduzione della lunghezza della pista necessaria al decollo. Sono stati installati quattro nuovi motori Rolls-Royce AE 2100 J, capaci ognuno di generare 3 424 kW di potenza, e nuove eliche a sei pale in materiale composito. Per fornire energia agli apparati elettronici del velivolo è stata installata una turbina ausiliaria LHTEC CTS-800-4K, in grado di generare 1 015 kW, che alimenta anche un radar di ricerca Oceanmaster 100, ideato dalla società francese Thales, e il sistema FLIR per la visione a infrarossi. Inoltre sono stati ammodernati l'avionica e la cabina di pilotaggio.

## Impiego operativo
L'US-2 è entrato in servizio presso la Kaijō Jieitai nel 2007.
Nel 2014 i ministeri della difesa di India e Giappone hanno raggiunto un accordo per l'acquisizione da parte della marina militare indiana di 9 velivoli US-2i, la versione destinata all'esportazione dell'US-2. L'aeroplano giapponese, che è stato preferito rispetto ad altri modelli simili, verrà utilizzato per svolgere missioni di ricerca e soccorso.

### Incidenti
Il 28 aprile 2015 un ShinMaywa US-2, matricola 9905, è rimasto coinvolto in un incidente in mare, a 40 km al largo della provincia di Kōchi in Giappone. Dei 19 membri dell'equipaggio, tutti tratti in salvo, solo 4 hanno riportato ferite.

## Utilizzatori
Giappone
- Kaijō Jieitai

14 esemplari ordinati. Radiati ad aprile 2018 gli ultimi 2 US-1A ancora in organico. Con 8 esemplari costruiti (ancora in produzione), al 31 luglio 2024, con un esemplare perso nel 2015 e il ritiro del primo US-2, dovrebbero essere sei gli esemplari ancora in servizio.

## Galleria d'immagini

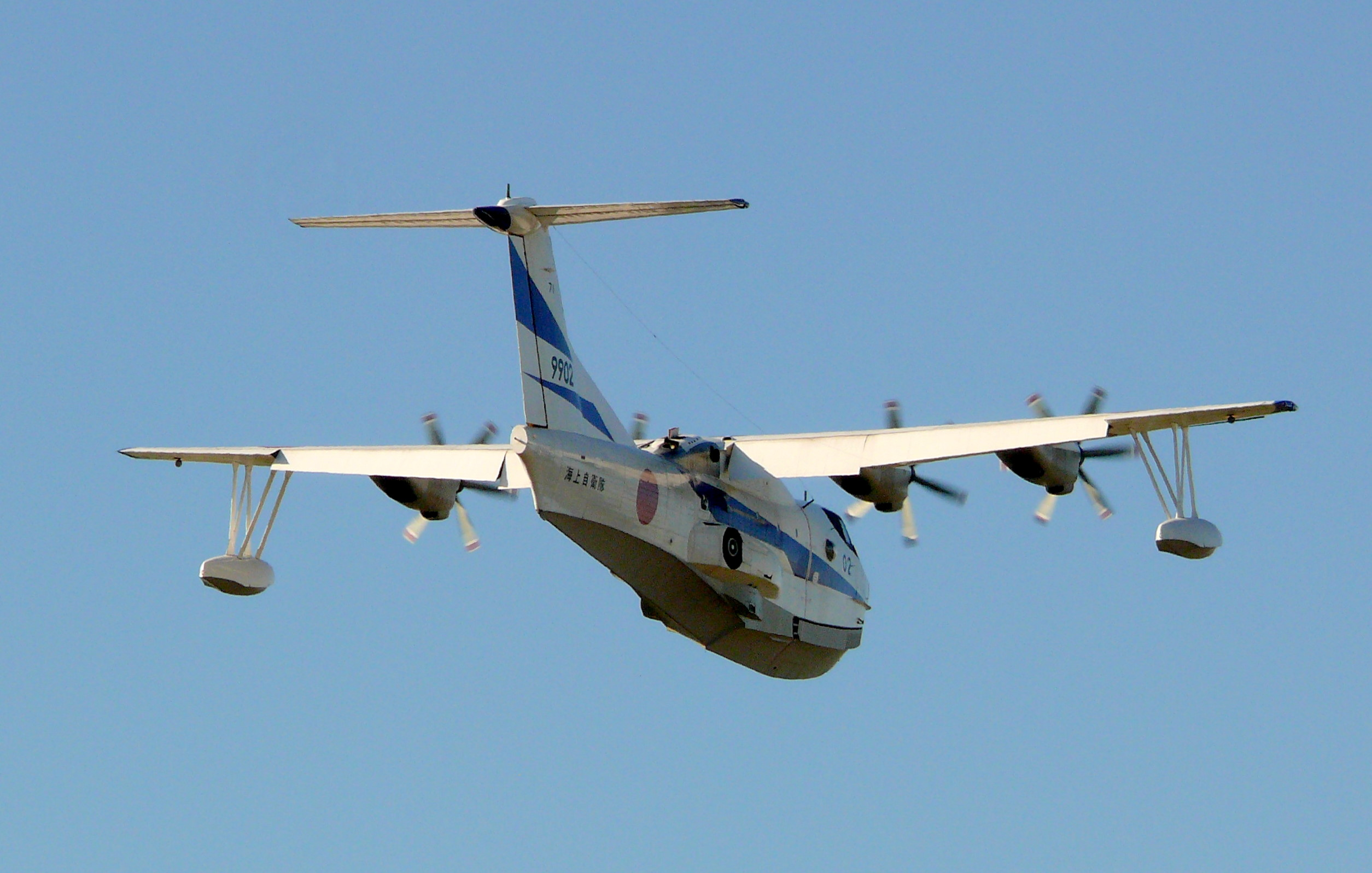
Particolare della parte posteriore di un US-2 in volo.
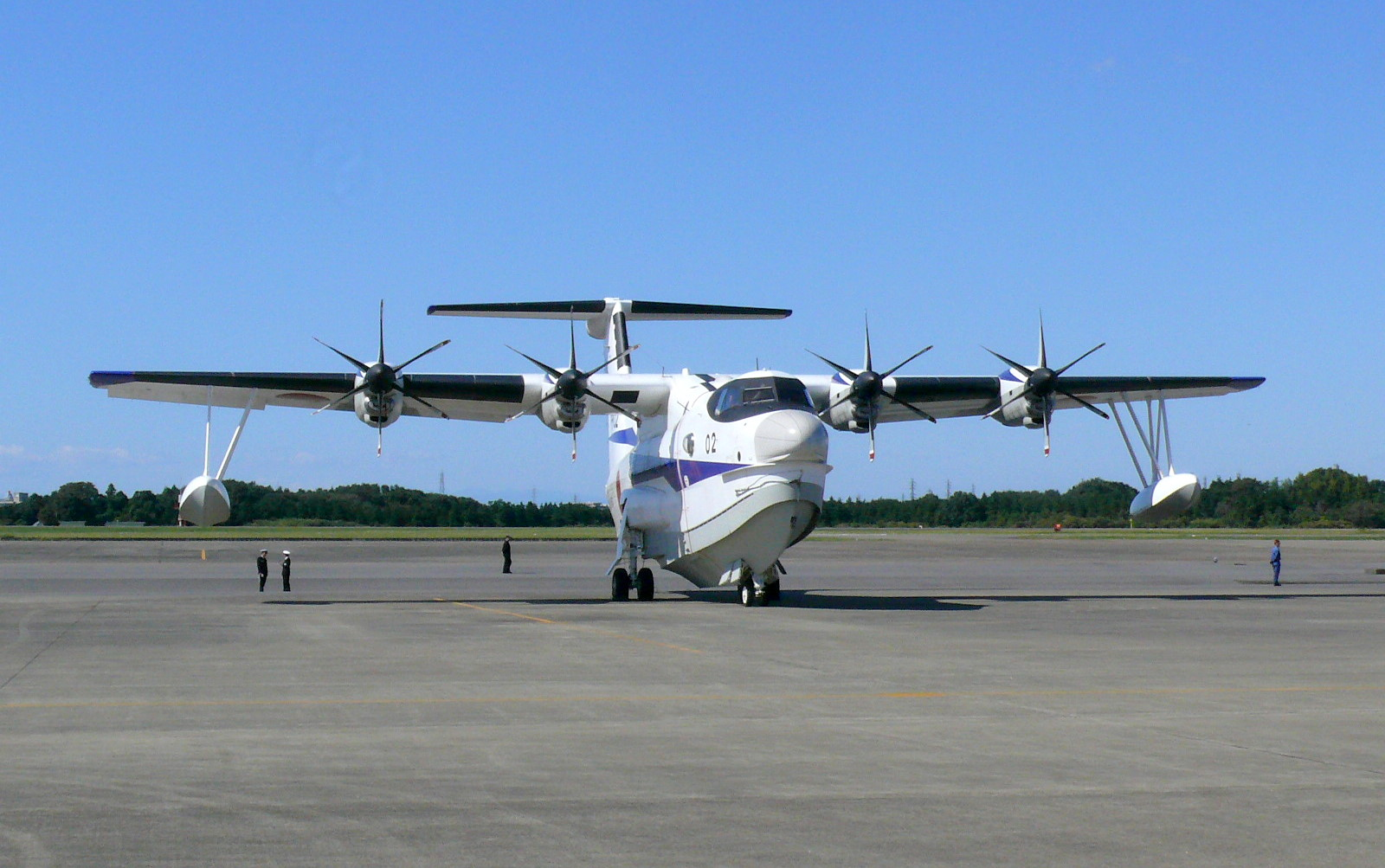
Particolare della parte anteriore di un US-2.
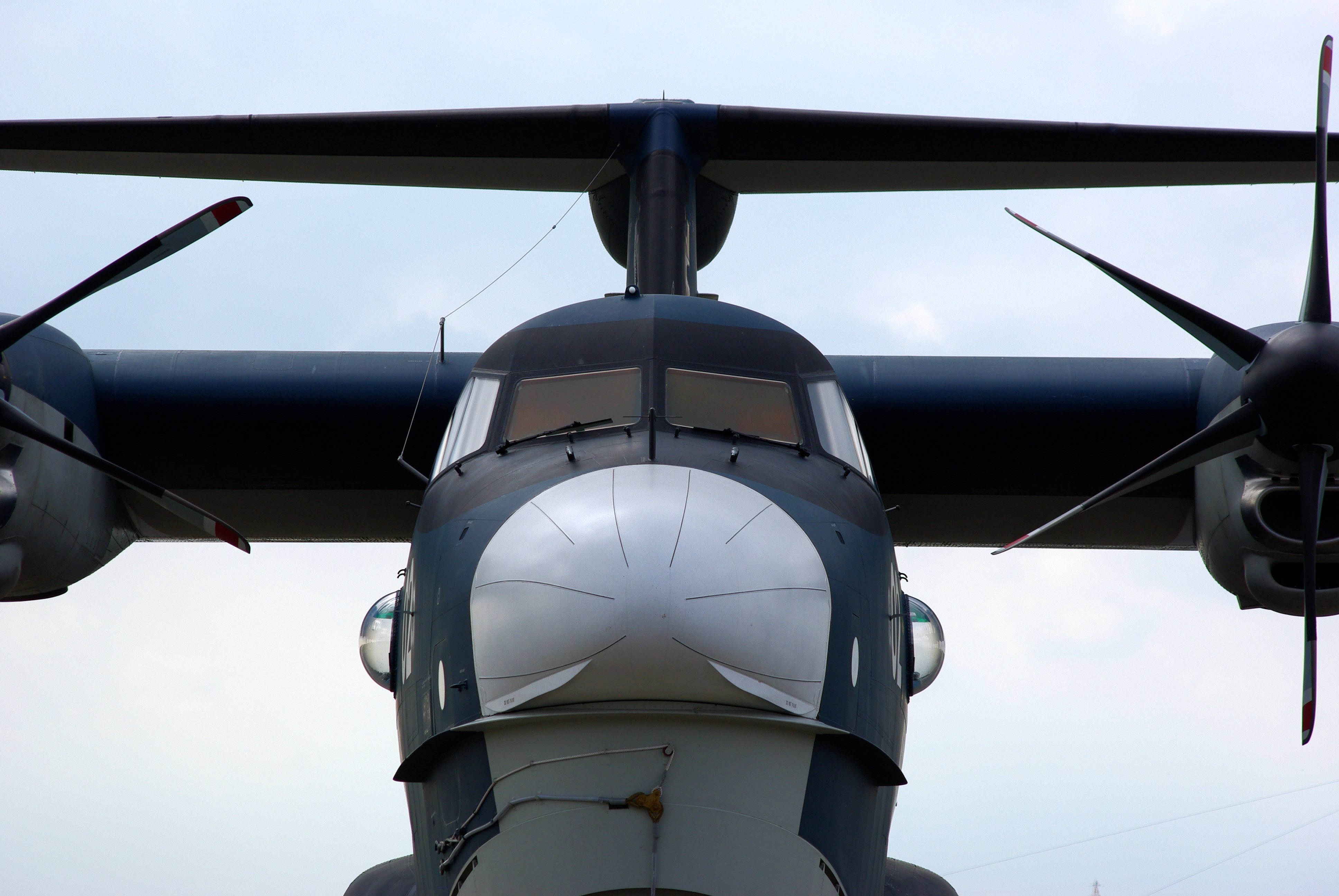
Particolare del muso di un US-2.
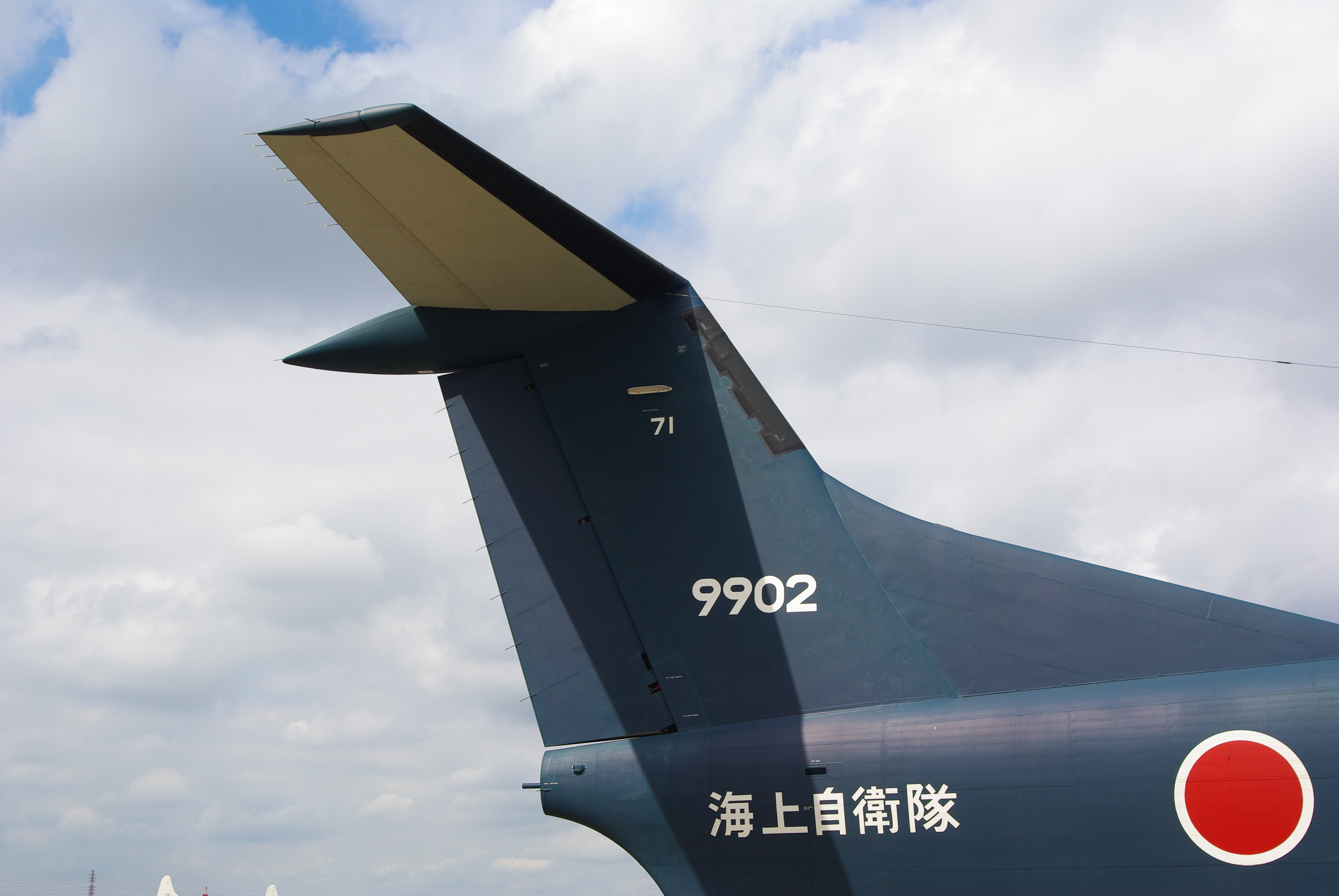
Impennaggio di un US-2.
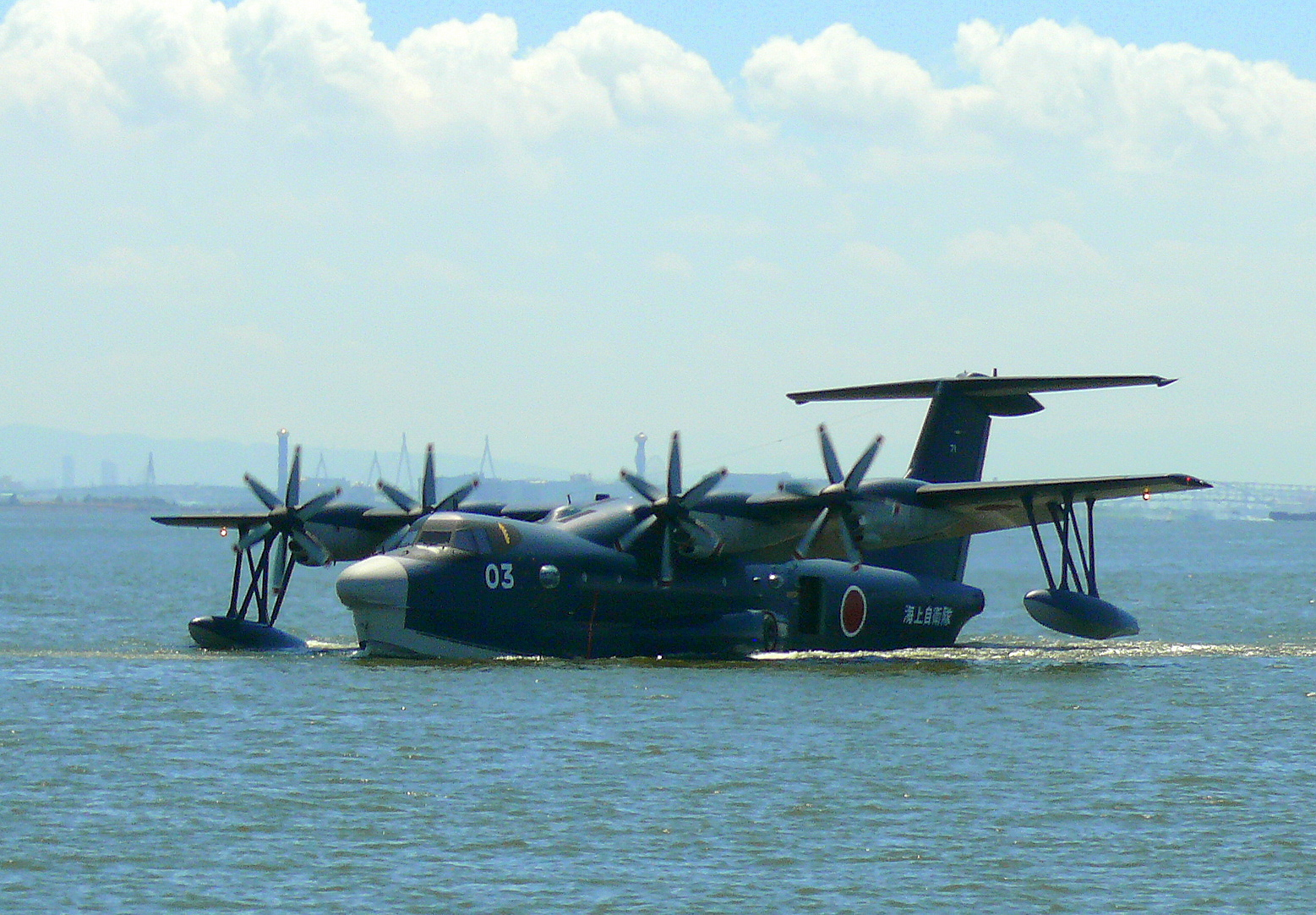
Un US-2.
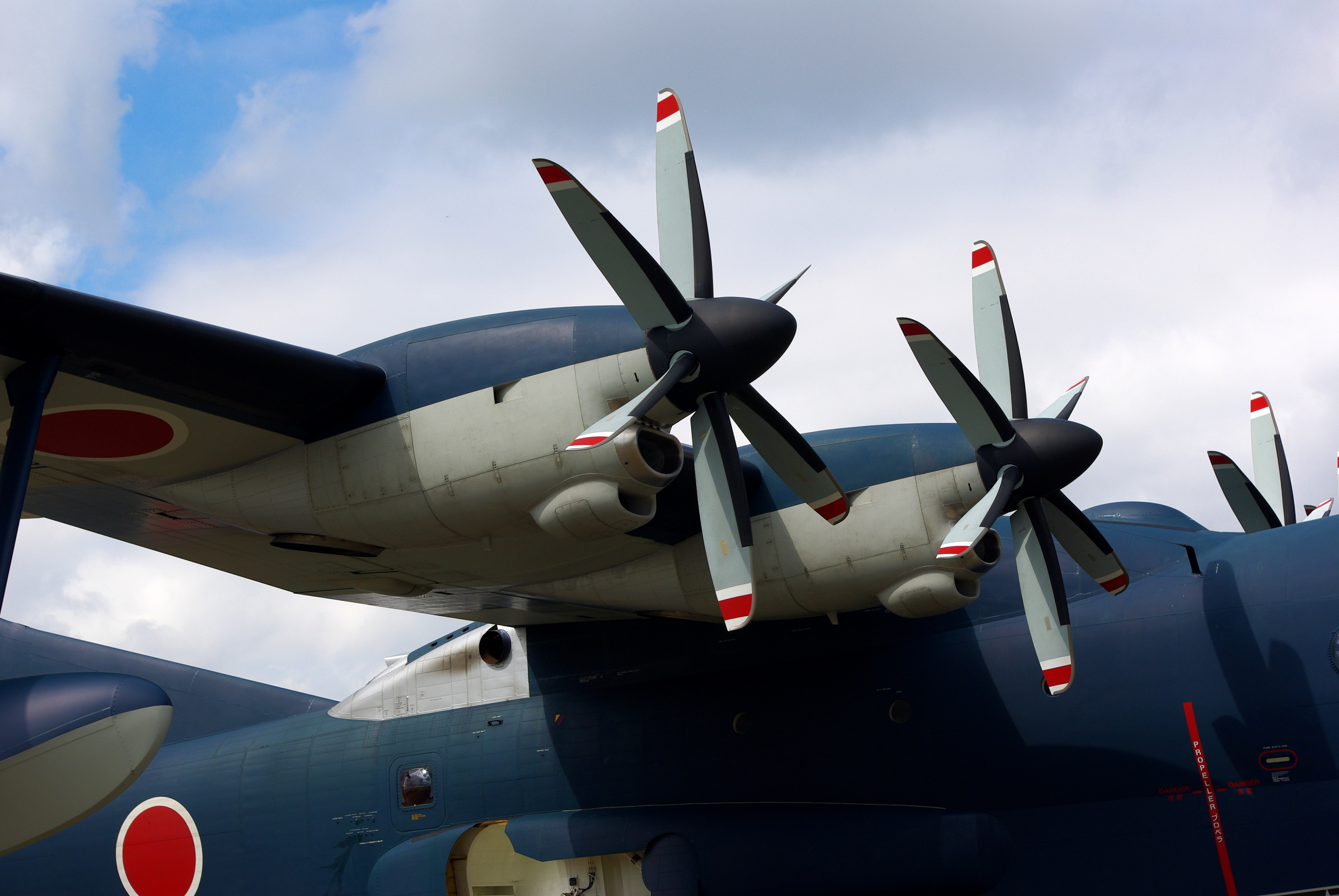
Due dei quattro Rolls-Royce AE 2100 J installati su un US-2.